# Marc García (Fußballspieler)
Marc García Renom (* 21. März 1988 in Andorra la Vella) ist ein andorranischer Fußballspieler.
García debütierte in der Nationalmannschaft seines Heimatlandes am 29. Mai 2010 in einem Freundschaftsspiel gegen die Auswahl Islands. Dieses Spiel ging mit 0:4 in Reykjavík verloren. Auf Vereinsebene spielte er u. a. beim spanischen Verein Unión Desportiva Fraga.